# Distretto di economia solidale

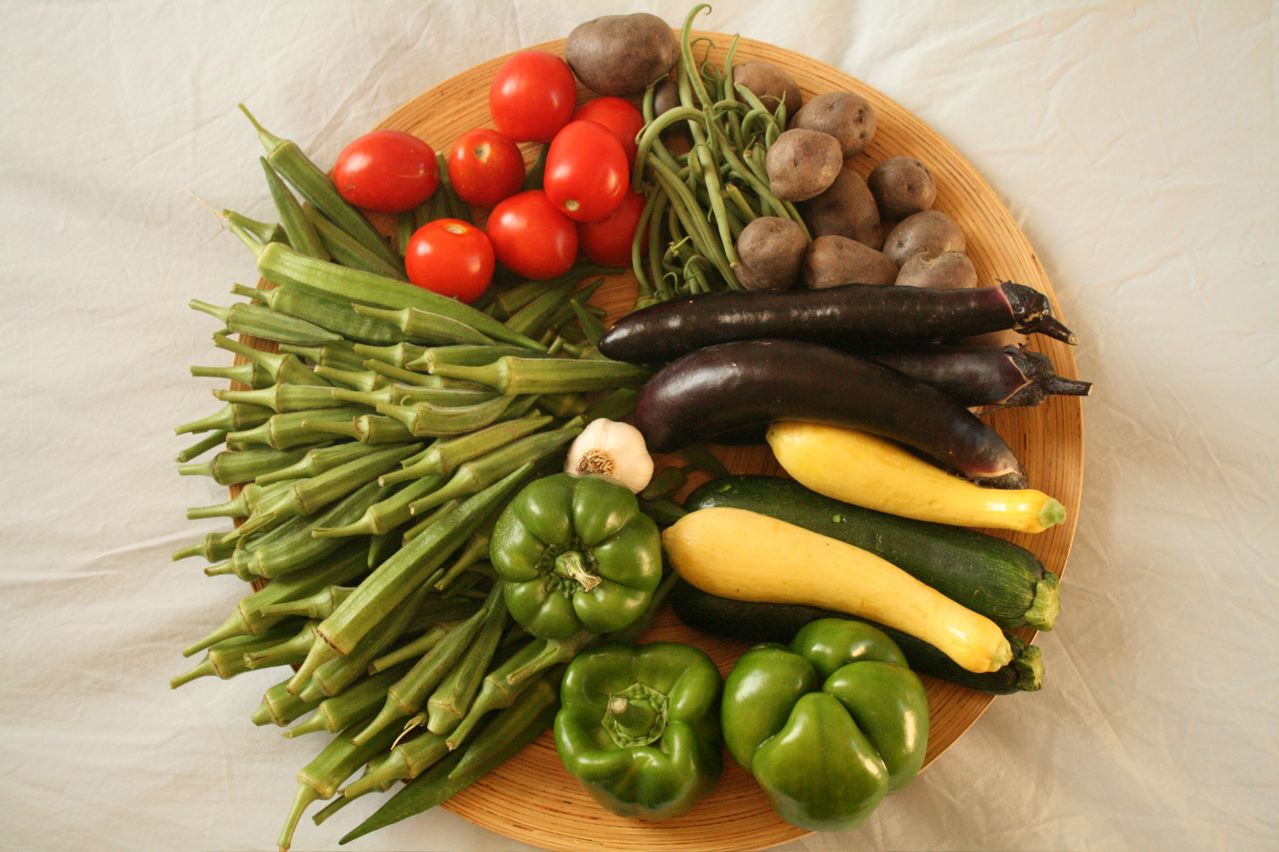
Ortaggi provenienti da agricoltura biologica

Un distretto di economia solidale (DES) è una rete in cui i soggetti partecipanti si aiutano a vicenda per soddisfare quanto più possibile le proprie necessità di acquisto, vendita, scambio e dono di beni, servizi e informazioni, secondo principi ispirati da un'economia locale, equa, solidale e sostenibile.
In Italia, i DES spesso riuniscono al proprio interno dei gruppo di acquisto solidale (GAS), inclusi i produttori. Normalmente, un DES raggruppa realtà territoriali di una o più province; su scale più grandi, invece, si parla spesso di rete di economia solidale.

## Origine e definizione
L'espressione "Distretto di economia solidale" è nata il 19 ottobre 2002 quando la Rete italiana di Economia Solidale (RES) si riunì per la prima volta a Verona realizzando una carta di principi, che fu poi presentata pubblicamente a Padova nel maggio 2003. In tale carta si definisce un DES come: 
I DES locali hanno una struttura nazionale di coordinamento, il Tavolo RES, che a sua volta fa riferimento a RIPESS Europa, nodo della Rete Intercontinentale per la Promozione dell'Economia Sociale e Solidale.